# Luta
Luta (en árabe: لوطا‎, en francés: Louta) es un municipio marroquí en la región de Tánger-Tetuán-Alhucemas. Desde 1912 hasta 1956 perteneció a la zona norte del Protectorado español de Marruecos. En 2004 tenía una población de 6325 habitantes en 1035 hogares.